# Blaberus atropos
Blaberus atropos är en kackerlacksart som först beskrevs av Stoll 1813.  Blaberus atropos ingår i släktet Blaberus och familjen jättekackerlackor. Inga underarter finns listade.